# Форчун, Квинтон
Кви́нтон Фо́рчун (англ. Quinton Fortune; родился 21 мая 1977 года в Кейптауне) — завершивший карьеру южноафриканский футболист, выступавший за ряд известных европейских клубов, включая «Манчестер Юнайтед», «Атлетико Мадрид» и «Болтон Уондерерс». Он также сыграл 53 матча за сборную ЮАР, включая матчи на чемпионате мира 1998 и 2002 годов. Последним клубом футболиста стал английский «Донкастер Роверс».
В настоящее время является ассистентом главного тренера команды «Манчестер Юнайтед» до 23 лет.

## Клубная карьера
В возрасте 14 лет Форчун уехал из ЮАР в Англию, где начал выступать за молодёжный состав лондонского клуба «Тоттенхэм Хотспур», но так никогда и не сыграл за основной состав. Из-за трудностей с получением разрешения на работу в Великобритании Форчун уехал в Испанию, где выступал за «Атлетико Мадрид».
1 августа 1999 года английский клуб «Манчестер Юнайтед» приобрёл Форчуна из «Атлетико». Южноафриканский футболист дебютировал за «красных дьяволов» 30 августа 1999 года в матче против «Ньюкасла».
Форчун изначально был куплен в качестве подмены для Райана Гиггза и выступал в основном на левом фланге полузащиты. Впоследствии, однако, проявились оборонительные способности Форчуна, и он стал выступать на позициях центрального полузащитника или левого крайнего защитника. Несмотря на универсализм, он так и не смог закрепиться в основном составе, выступая лишь в рамках политики ротации игроков или в случае травм футболистов основы. По окончании сезона 2005/06 он был отпущен клубом на правах свободного агента.
После прохождения просмотра в клубе «Болтон Уондерерс» Форчун перешёл в этот клуб, сыграв в сезоне 2006/07 несколько матчей на позиции левого крайнего защитника. Однако в матче против «Арсенала» он получил травму, после чего провёл за «Болтон» лишь один кубковый матч против «Донкастер Роверс», после чего был отпущен. Он был на просмотрах в клубах «Блэкберн Роверс», «Сандерленд» и «Шеффилд Юнайтед», но безрезультатно. 6 октября 2008 года итальянский клуб «Брешиа» объявил о подписании Форчуна; трансфер был окончательно оформлен 23 октября, когда Форчун подписал с итальянским клубом контракт сроком на год.
2 февраля 2009 года Форчун на правах свободного агента перешёл в бельгийский клуб «Тюбиз» По окончании сезона 2008/09 он был отпущен клубом.
4 августа 2009 года Форчун подписал полугодичный контракт с английским клубом «Донкастер Роверс». 4 февраля 2010 Квинтон покинул команду.
В июле 2019 года был назначен ассистентом главного тренера команды «Манчестер Юнайтед» до 23 лет Нила Вуда.

## Достижения
«Манчестер Юнайтед»
- Чемпион английской Премьер-лиги: 2002/03
- Обладатель Суперкубка Англии: 2003
- Победитель Межконтинентального кубка: 1999